# Dolmen von Slagsagergaard
Der Dolmen von Slagsagergaard (dänisch Slagsagergaard Dysse) ist eine megalithische Grabanlage der jungsteinzeitlichen Nordgruppe der Trichterbecherkultur im Kirchspiel Blistrup in der dänischen Kommune Gribskov. Während der Bronzezeit wurde er für Nachbestattungen genutzt.

## Lage
Das Grab liegt östlich von Slagsagergaard auf einem Feld. In der näheren Umgebung gibt bzw. gab es zahlreiche weitere megalithische Grabanlagen.

## Forschungsgeschichte
Das Grab wurde 1886 und 1937 durch Mitarbeiter des Dänischen Nationalmuseums dokumentiert.

## Beschreibung
Die Anlage besitzt eine leicht ovale ost-westlich orientierte Hügelschüttung mit einer Länge von 4,9 m und einer Breite von 4 m. Der Hügel besaß ursprünglich eine steinerne Umfassung. Die zentrale Grabkammer ist ein nur unvollständig erhaltener, ost-westlich orientierter kleiner Dolmen. Er besteht noch aus drei nach innen geneigten Steinen. Der westliche Abschlussstein ist 0,55 m breit, 0,2 m dick und ragt 0,7 m aus dem Boden. Der Wandstein an der Südseite ist 1,2 m breit, 0,6 m dick und ragt 0,7 m aus dem Boden. An der Nordseite befindet sich ein weiterer Wandstein oder ein abgestürzter Deckstein. Er ist 1,5 m breit, 1 m dick und 0,5 m hoch.
In dem Hügel wurden außerdem fünf kleine Steinkisten und ein Keramikgefäß gefunden, bei denen es sich um Nachbestattungen aus der Bronzezeit handelt. Hier wurden Dolche, Knäufe, Messer und Kleinteile aus Bronze gefunden.
Auf dem Hügel liegen viele kleine Steine, bei denen es sich zum Teil wahrscheinlich um Lesesteine handelt, zum Teil aber wohl auch um Steine, die zur Grabkammer gehören.